# Steusloffia
Steusloffia is een geslacht van uitgestorven kreeftachtigen uit de klasse van de Ostracoda (mosselkreeftjes).

## Soorten
- Steusloffia acuta (Krause, 1891) Bassler & Kellett, 1934 †
- Steusloffia bilobata (Kolmooin, 1869) Schallreuter, 1993 †
- Steusloffia costata (Linnarsson, 1869) Thorslund, 1940 †
- Steusloffia humilis Oepik, 1937 †
- Steusloffia krauseana (Schmidt, 1941) Jaanusson, 1957 †
- Steusloffia linnarssoni (Krause, 1889) Ulrich & Bassler, 1923 †
- Steusloffia multimarginata Oepik, 1937 †
- Steusloffia neglecta Sarv, 1959 †
- Steusloffia rigida Oepik, 1937 †
- Steusloffia signata (Krause, 1892) Bassler & Kellett, 1934 †
- Steusloffia simplex (Krause, 1891) Bassler & Kellett, 1934 †
- Steusloffia spinosa (Ovale, 1980) Schallreuter, 1993 †
- Steusloffia spinosa Qvale, 1980 †
- Steusloffia wandae Sztejn, 1989 †